# Robert Hayward
Robert Antony Hayward, baron Hayward, (né le 11 mars 1949) est un home politique du Parti conservateur britannique.

## Jeunesse
Hayward fait ses études à l'école Abingdon et au lycée de Maidenhead, où il est préfet en chef. Il obtient une bourse pour étudier l'économie à l'Université de Rhodésie. Il est vice-président national des Jeunes conservateurs de 1976 à 1977 et conseiller au conseil municipal de Coventry de 1976 à 1978.

## Carrière parlementaire
Hayward se présente au Parlement, sans succès, à Carmarthen, en octobre 1974 étant battu par le chef de Plaid Cymru, Gwynfor Evans.
Il est député de Kingswood de 1983 à 1992. En janvier 1992, il bloque la deuxième lecture du projet de loi sur les droits civils (personnes handicapées) et doit s'excuser d'avoir induit la Chambre en erreur. Il perd son siège aux élections générales de 1992 face à Roger Berry, du Parti travailliste.
En 1993, Hayward est le candidat conservateur malheureux à l'élection partielle de Christchurch. Au cours de la campagne, il est pris pour cible par des militants des droits des personnes handicapées du Réseau d'action directe des personnes handicapées pour avoir précédemment bloqué une législation qui aurait amélioré les droits des personnes handicapées.
Pendant son séjour à la Chambre des communes, il siège au comité de sélection de l'énergie (1984-1985), au comité de l'aviation du parti conservateur (1984-1992) et en tant que Secrétaire parlementaire privé au ministère du Commerce et de l'Industrie, avec Michael Howard à l'époque ministre des entreprises et de la consommation. Hayward est également PPS de Paul Channon, le secrétaire d'État aux Transports, entre 1987 et 1989, une période qui voit le bombardement de Lockerbie, les désastres ferroviaires de Clapham et Kings Cross et le crash aérien de Kegworth.
En 1989, Hayward prédit avec succès le nombre de députés ne soutenant pas Margaret Thatcher lors des élections à la direction. En 1990, Hayward mène une analyse similaire pour le premier scrutin à la direction et les implications du second,.
Avant les élections générales de 1992, Hayward prédit correctement une victoire des conservateurs sur la base d'une analyse des sondages d'opinion et des résultats des élections de 1991 et soumis dans un document rédigé pour la direction du Parti, notamment le Premier ministre, John Major. Bien que le terme n'ait pas été inventé par Hayward, son article donne lieu à l'expression « timide Tory ». Le document (et les prévisions) sont cités dans le Sunday Times du 12 avril 1992.
Tout au long de son temps en tant que député, Hayward continue à arbitrer le rugby à XV, après s'être qualifié en 1980. Après sa défaite électorale en 1992, il est promu au niveau national et officie lors des matchs de division 3 et 4 et de championnat de comté. Hayward arbitre le premier match de rugby interparlementaire - entre la Grande-Bretagne et la France en 1991.
Hayward est nommé Officier de l'Ordre de l'Empire britannique (OBE) pour ses services aux amis et aux familles des otages avant la guerre du Golfe en 1991 guerre en Irak, quand il établit et dirige, avec d'autres, le Gulf Support Group pour les civils détenus après l'invasion du Koweït par l'Irak. Ce service fonctionnait d'abord depuis le domicile de Hayward, puis depuis les bureaux de Londres.

## Après le Parlement
Après sa carrière aux Communes, en 1994, il devient directeur général de la British Soft Drinks Association. Il devient ensuite directeur général de la Beer and Pub Association en 1999, poste qu'il occupe jusqu'en 2009.
Hayward est un porte-parole sur les questions gays et lesbiennes depuis son Coming out après avoir quitté le parlement, et en 1996 est l'un des membres fondateurs et le premier président des Kings Cross Steelers qui concourt avec succès en tant que première équipe de Rugby gay dans le monde. Depuis 2015, il est actuellement vice-président du club. Hayward est lauréat du prix national des écrivains de rugby le 13 janvier 2020 pour «services au rugby».
De plus, Hayward est également membre du conseil d'administration de Stonewall pendant sept ans et s'occupant des finances de 1999 à 2003.
Hayward quitte son poste de PDG de la Beer and Pub Association pour se concentrer sur sa carrière de psychologue et d'analyste politique. Il est conseiller du président du Parti conservateur de l'époque (Eric Pickles) et est largement reconnu pour avoir identifié «l'homme des autoroutes» comme un facteur clé des élections générales de 2010.
En 2009-2010, il a la responsabilité de préparer la politique pour le Parti conservateur de réduire la taille de la Chambre des communes. Il travaille au quartier général de la campagne conservatrice sur les propositions du Parti conservateur pour la révision avortée des limites de 2011-2013.
Hayward est vice-président du YMCA central de 2011 à 2017, et trésorier de Dignity in Dying de 2012 à 2015,. Il est également conseiller du conseil d'administration de Terence Higgins Trust et, de 2012 à 2014, directeur non exécutif des affaires publiques de Portcullis. En 2014, Hayward est présentateur de l'émission de petit-déjeuner d'affaires sur Colorful Radio.
Le 15 mai 2012, il est nommé président de l'examen du devoir d'égalité du secteur public du gouvernement. Cet examen est achevé en septembre 2013.
En janvier 2015, il analyse que les sondages d'opinion sous-estiment le vote conservateur et surestiment le vote travailliste pour les élections générales. Les pourcentages d'écarts identifiés se sont avérés presque précis lors de l'élection de mai. De même, il parle sur Newsnight et d'autres médias de radiodiffusion prévoyant un résultat en faveur du départ lors du référendum européen en Grande-Bretagne.

## Retour au Parlement
Le 27 août 2015, il est nommé pair à vie dans la Dissolution Honors List et est créé baron Hayward, de Cumnor dans le comté d'Oxfordshire, le 28 septembre 2015.
En juin 2016, Hayward parraine le projet de loi sur l'aide à mourir 2016-17 à la Chambre des lords. En 2017, il révèle qu'il est atteint de la sclérose en plaques.
Hayward est un commentateur médiatique sur les élections et les sondages d'opinion, ainsi qu'un analyste de nuit des élections pour LBC en 2017 et TalkRadio en 2019.